# Datura arenicola
Datura arenicola är en potatisväxtart som beskrevs av Howard Scott Gentry, Bye och Luna. Datura arenicola ingår i släktet spikklubbor, och familjen potatisväxter. Inga underarter finns listade i Catalogue of Life.